# 제이슨 얼스
제이슨 얼스(Jason Earles, 1977년 4월 26일 ~ )는 미국의 배우이다. 《한나 몬타나》의 잭슨 스튜어트 역으로 잘 알려져 있다.

## 출연 작품
- 한나 몬타나
- 스페이스 버디즈 (2009)
- 내셔널 트레져